# 马之鹏
馬之鵬（？—？），一作王之鹏，字文淵，湖廣武昌府蒲圻縣人，清朝官員。

## 生平
康熙二十四年（1685年）乙丑科進士，初授予博白縣知縣。曾任兵科給事中，并掌管錢法，甚得民心。康熙五十年（1711年）擔任山東正考官。